# Cyrille Bissette
Cyrille Bissette (Fort-de-France, 9 luglio 1795 – Parigi, 22 gennaio 1858) è stato un politico francese.
Fu uno dei grandi artefici della abolizione della schiavitù in Francia. Dal 1823 in Martinica, fu eletto deputato della Martinica nel 1848 e dal 1849 al 1851.
Cyrille Bissette è il martinicano che più ha combattuto la schiavitù e i suoi nefasti effetti nel XIX secolo. Al posto della vendetta, spingeva alla riconciliazione tra le "razze". Vittima dell'edificazione dello schoelcherismo da parte di una borghesia intellettuale assimilazionista, Cyrille Bissette è stato bandito dalla storia a causa della sua alleanza col béké Auguste Pécoul, che i mulatti all'epoca considerarono un tradimento. La sua storia viene trattata in poche opere e molti Martinicani non sanno neppure che sia esistito. Paradossalmente, nel 2008 gli è stata intitolata una rotonda nel comune di Schœlcher.

## Biografia
Suo padre, Charles Borromée Bissette, un mulatto originario di Marin sposa nel 1794 una meticcia libera Elizabeth Mélanie Bellaine, figlia illegittima del béké Joseph-Gaspard de Tascher de La Pagerie, il padre di Giuseppina di Beauharnais. Da questa unione nasceranno sei figli, di cui il maggiore, Cyrille, diventerà il più celebre.
Nel 1816, Cyrille Bissette sposa Augustine Séverin, da cui avrà quattro figli. Bissette divenne a partire dal 1818 commerciante a Fort-de-France. Partecipa alla repressione della révolte degli schiavi di Carbet nel 1822. All'epoca, non è ancora coinvolto nella lotta contro la schiavitù.

### «L'affaire Bissette»
All'inizio di DIcembre del 1823, circola in Martinica un opuscolo intitolato Della condizione delle persone di colore libere nelle Antille francesi scritta da Cyrille Bissette. Lo scopo di questa brochure è denunciare il sistema schiavistico con un'esposizione dettagliata delle ingiustizie di cui sono vittime gli schiavi. Oltre alla richiesta di ottenere i diritti civili per i Neri liberi delle colonie, essa propone il riscatto progressivo degli schiavi, le scuole gratuite per i nuovi affrancati e la soppressione delle punizioni corporali nei confronti degli schiavi..
Un certo Morando denuncia Bissette presso il Procuratore del Re. La casa di Bissette viene allora perquisita e vi si scoprono numerose petizioni. Viene immediatamente arrestato e rinchiuso a Fort-Royal, in compagnia dei supposti complici, tra i quali figurano Louis Fabien e Jean-Baptiste Volny. In seguito al processo di prima istanza Bissette è condannato all'esilio perpetuo dal territorio francese, si appella e la Corte Reale della Martinica, il cui procuratore per interim, Richard de Lucy, è un acceso sostenitore delle tesi razziste, lo condanna al marchio delle lettere GAL e alla galera perpetua. La condanna viene applicata e viene marchiato a fuoco ed esposto. Bissette viene allora trasportato con altri 46 condannati al forte di Brest dove si rivolge immediatamente alla cassazione. La Corte di Cassazione boccia l'assegnazione al territorio metropolitano della Corte Reale della Martinica e reinvia Bissette e i suoi complici davanti alla Corte Reale della   Guadalupa. Questa stessa Corte lo condanna a dieci anni di esilio dalle colonie francesi.

### La lotta contro la schiavitù
A Parigi, la posizione di Bissette sulla questione dell'abolizione si radicalizza. Nel 1832, propone, unitamente a Louis Fabien e Mondésir Richard nel Journal des débats una negoziazione che eviterebbe qualsiasi spargimento di sangue. Poco dopo fonda una «Associazione della gente di colore» e, nel 1834, la Rivista delle colonie di cui diventa direttore. Sarà emessa fino al 1843. Lo scopo della nuova rivista è combattere la schiavitù con l'immedaita abolizione dalle colonie francesi.
Nel 1844, si oppone al progetto della legge Mackau sulla schiavitù, perché tende a violare la legge del 24 aprile 1833 sul regime legislativo delle colonie.

### Carriera politica
Qualche mese dopo l'abolizione del decreto di abolizione della schiavitù del 27 aprile 1848, Bissette si presenta alle elezioni legislative di agosto. Viene eletto deputato con 19 850 voti. Ma l'Assemblea nazionale constituente invalida la sua elezione con pretesto di incapacità personale, perché era stato condannato per fallimento. Così, l'11 aprile 1849, il Tribunale del Commercio della Senna dichiara nullo e non avvenuto il processo che lo aveva condannato per fallimento, cosa che gli permette di ottenere un nuovo mandato come deputato in occasione delle elezioni legislative successive.
Dal 1849, Bissette smette di osteggiare la plutocrazia béké. Si pronuncia in favore della fusione delle diverse componenti etniche delle Antille, da cui viene egli stesso, e favorevole a dimenticare il passato. Nel marzo 1849, tornando dall'esilio e dalla guerra, viene accolto a Saint-Pierre da una folla festante. Nel suo discorso dichiara: «Acconsentiamo dunque al reciproco oblio del passato e scagliamo lontano da noi le nostre funeste divisioni, i nostri pregiudizi di un tempo che non è più, le antiche recriminazione che non fanno mai la fortuna dei partiti e tantomeno la felicità del paese che deve dominare e far tacere tutte le passioni».
Viene conclusa un'alleanza tra Bissette e il béké Auguste Pécoul in vista delle elezioni legislative di giugno. I risultati consacrano la schiacciante vittoria della coppia Bissette-Pécoul che ottengono rispettivamente 16.327 voti e 13.482 voix. Victor Schoelcher viene sconfitto e non raccoglie che 3.617 voti.
L'accordo tra Bissette e Pécoul suscita la collera e l'indignazione della gente di colore libera, che accusa Bisette di aver tradito la propria razza e di essersi venduto ai bianchi. Bissette sarà oggetto di una campagna d'odio e di denigrazione da parte della borghesia mulatta, e in particolare dei partigiani di Victor Schoelcher. D'altronde, se si considera la sua popolarità, il popolo continuava a confidare in lui. Eletto il 3 giugno 1849, occupa il proprio seggio fino al 2 dicembre 1851.

### Rivalità con Victor Schoelcher
La rivalità tra Bissette e Schoelcher inizia verosimilmente con la comparsa del libro di Schoelcher intitolato Des Colonies Françaises che Bissette aveva duramente criticato.
Fino al colpo di Stato del dicembre 1851, la lotta tra i partigiani di Bissette e di Schoelcher è una costante del dibattito politico martinicano. Dopo l'elezione a deputato di Bissette i due uomini si affrontarono ancora più violentemente, sostenuti ciascuno da diversi organi di stampa. Bissette si serve del Corriere della Martinica e Schoelcher e i suoi alleati del giornale La Libertà nei quali si scambiano reciprocamente insulti e ingiurie.
A partire dal 1852, Bissette avvia il proprio ritiro dal mondo politico e l'antagonismo tra Bissetismo e Schoelcherismo si riduce. Da questa rivalità tra i due abolizionisti, alla fine uscirà vittorioso Victor Schoelcher, perché è a lui che sarà attribuita l'abolizione della schiavitù nelle colonie francesi delle Antille.
Bissette è iniziato in Massoneria il 4 luglio 1828 nella Loggia parigina Les Trinosophes (Grande Oriente di Francia), una delle più brillanti dell'epoca, ha raggiunto il trentesimo grado del Rito scozzese antico ed accettato. Durante la sua vita ha frequentato diverse logge, tanto in Francia che nelle Antille, e sembra essere rimasto massone fino alla sua morte.

## Opere
- Calomnies devenues vérités, ou Réponse au pamphlet de MM. Lacharière et Foignet,... par Bissette, Parigi, Imprimerie de A. Mie, 1795-1831
- A M. Jollivet,... 6 juillet 1842, Parigi, Imprimerie de E.-J. Bailly, 1795-1842
- Réfutation du livre de M. V. Schoelcher sur Haïti, par C.-A. Bissette, Parigi, Ébrard, 1795-1844
- Colonies. Esclavage. Lettre à M. le ministre de la Marine et des colonies, ce 9 janvier 1845, Parigi, Imprimerie de Poussielgue, 1795-1845
- À mes compatriotes. Lettre de C.-C.-A. Bissette sur la question de la liberté politique et civile dans les colonies, Parigi, Imprimerie de Poussielgue, 1795-1850